# Kövek, várak, emberek
A Kövek, várak, emberek Szőts István 1955-ben forgatott dokumentumfilmje, amely művészi eszközökkel mutatja be Hollókő akkor még élő hagyományait, szokásait. Az alkotás ősbemutatója az 1956-os Velencei Nemzetközi Filmfesztiválon volt, ahol elismerésben részesült.

## A film készítése
Szőts István 1943 óta dédelgette egy nagyszabású, Bölcsőtől a koporsóig címmel készítendő film tervét, amelyben a magyar népéletet és -hagyományokat örökítette volna meg, és amire maga Ortutay Gyula is biztatta. Ugyancsak tervezett forgatni egy kultúrfilmet Bartók Béla erdélyi gyűjtőmunkájáról, a magyar-román megbékélés jegyében, felkeresve a még élő Bartók-forrásokat. (A magyar-román koprodukciós film terve a románok érdektelensége miatt fiókban maradt.) Miután az Ének a búzamezőkről című filmdrámáját betiltották, Szőts abbahagyta a filmkészítést, hogy ne kelljen kiszolgálnia a Rákosi-diktatúrát. 1948–53 között fényképezőgépeket árult, esküvői fényképeket retusált, iskolai fényképeket készített a megélhetés érdekében.
A Sztálin halálát követő „politikai olvadás” idején újra elővehette a Bölcsőtől a koporsóig tervét; a film elkészítésére a Magyar Filmgyártó Vállalat és a Filmfőigazgatóság részéről ajánlatot kapott. Művészi elképzeléseinek minden korlátozás nélküli megvalósítása végett megállapodást kötött a filmgyárral, melynek értelmében rendelkezésére bocsátottak egy 3–4 főből álló stábot (néprajzos, gyártásvezető, operatőr), egy autót, két Bolex 16 mm-es felvevőgépet és 10 000 méter negatív film-anyagot. Feladatuk az ország néprajzi felmérése volt félév alatt, hogy aztán a „filmes jegyzetek” segítségével Tamási Áronnal és Lajtha Lászlóval együtt elkészítsék a végleges forgatókönyvet, majd annak alapján egy nagy stábbal, megfelelő technikai apparátussal, optimális fényeffektusok megteremtésével rekonstruálják a „jegyzetelés” anyagát eredeti helyszíneken és eredeti szereplőkkel. A forgatás Mihályfi Imre rendezőasszisztens és Kemenes Frigyes hangmérnök segítségével, valamint a Néprajzi Intézet közreműködésével és munkatársainak bevonásával folyt (szakértő: Raffay Anna).
A film készítését azonban belső intrikák miatt (az addigi felvételek túlságosan nosztalgikusak, múltbanézőek, nem előremutatóak stb.) leállították; a hatalom ugyanis elsősorban az új paraszti életformákra volt kíváncsi (termelőszövetkezetek, traktorok), s nem annyira a hagyomány továbbélésének ábrázolására. Hogy behozzák az addigi költségek egy részét, Szőtsöt megbízták egy 30–40 perces, szabadon választott témájú kisfilm készítésével. Szőts úgy döntött, hogy egy kis falu egyetlen napjához fűződő eseményekkel, népszokásokkal mutatja be a táj és a közösség lassan feledésbe merülő népművészeti kincseit. Választása az akkor még kevésbé ismert Hollókőre esett.
A filmet a filmgyár legfiatalabb operatőrével, Herczenik Miklóssal forgatta 35 mm-es fekete-fehér filmre. Ezzel a filmmel kívánta érzékeltetni, milyen módon mutatná be művészi fokon, nem egy nap, hanem az évszakok körforgásával az ország folklór kincsét egyetlen egész estés dokumentumfilmben.
A palócság életéből hiteles képeket bemutató alkotást benevezték az 1956 augusztus második felében Velencében megrendezett 17. Nemzetközi Filmszemlére (7. Nemzetközi Dokumentum- és Rövidfilmfilm Szemle), ahol egy olasz rövidfilmmel megosztva "„a legjobb turisztikai és folklórfilmért járó díjat”" nyerte. Idehaza – bár elismerték szépségét, értékeit – a kultúrpolitika nem tartotta sokra, Szőts szavaival „Hamupipőke-szerepet kapott”: egy sokadrangú csehszlovák vígjáték kísérőfilmjeként vetítették a mozikban.

## A film jelentősége
A néprajzi dokumentumfilm képi és zenei világa szervesen ötvözi a történelem, a múló idő fenségességét és könyörtelenségét, az örök emberi sorskérdések komorságát, valamint a paraszti hétköznapok olykor groteszk humorát. Szőts Istvánnak sikerült az életben természetszerűleg folyamatosan jelenlévő, kisebb-nagyobb drámai történések, események elemeit összefogni és bemutatni. A film hangsúlyozottan magán viseli a korábbi „néprajzi jegyzetekben” már fellelhető életszerűsítés jegyeit – annak kísérletét, hogyan lehet dramatizálni a szokást, megteremteni az életösszefüggést.
Szőts Istvánnak az élet és halál körforgását bemutató, ma már néprajzi dokumentumértékű rövidfilmjének máig ható ereje, növekvő néprajzi és szociológiai forrásértéke a nép életének, lelki rezdüléseinek mély ismeretéből és bensőséges ábrázolásából fakad. Ezért tudta egyetlen magyar falu, egy átlagos vasárnapján és látszólag provinciális népszokásain keresztül érzékeltetni az egész magyarság történelmét, gondolkodásmódját és múltját.
A régi dicsőségeket idéző, mára omladozó vár alatti falu lakói – a természethez hasonlóan – éli a maga életét, hajnaltól napestig, bölcsőtől a koporsóig. Szőts a népi szokásokat, viseletet, tárgyi eszközöket még természetes közegükben tudta rögzíteni, ugyanakkor egy-egy pillanatra sikerült a szereplők karakterét, sorsát, a falubeliek egymás közötti kapcsolatait is felvillantani. A hatalom által elvárt motívumról, a szép jelenről csupán egyetlen snittet készített, azonban a hétköznapokon sötétben induló és sötétben hazatérő „ingázók" látványa lesújtó véleményét tükrözi.